# Зевіна Ада Миронівна
Ада Миронівна Зевіна, в шлюбі Мансурова (3 вересня 1918, Кишинів, Бессарабія — 23 вересня 2005, Кишинів, Молдова) — молдавська художниця і мистецтвознавиця.

## Біографія
Ада Зевіна народилася в Кишиневі в родині директора казенної єврейської гімназії Меєра Давидовича Зевіна (1881, Думбравень — 18 травня 1936, Ясси) та Хаї Бенціонівни Зубинської (1884, Пирліца — ?). В 1925—1937 роках пройшла курс навчання в Кишинівській французькій гімназії Жанни д'Арк (Liceul Jenne D Arc) та Румунській гімназії Дадіані. У 1938 році вступила на факультет живопису Бухарестської академії красних мистецтв до класу професора Франчіска Ширато (1877—1953), де вчилася разом з художниками Михайлом Греку і Фірою Брік, з якими товаришувала в наступні роки.
Після приєднання Бессарабії до СРСР в 1940 році повернулася до Кишинева, де продовжила навчання в Республіканській школі пластичних мистецтв у класі Огюста Байяра (August Baillayre, 1879—1961) і Макса Гамбурда (Max Gamburd). З початком німецько-радянської війни евакуювалася до Калмикії, потім Грузії, працювала вчителькою малювання у середній школі.
Після повернення до Кишинева в 1945 році закінчила навчання в Республіканській школі пластичних мистецтв по класу Родіона Габрікова (1887—1965) та Івана Хазова (1885—1967), у 1947—1949 роках навчалася в Московському державному художньому інституті імені В. І. Сурикова, а в 1949—1953 роках — на факультеті історії та теорії мистецтв Ленінградського інституту живопису, скульптури та архітектури ім. І. Є. Рєпіна.
З 1953 по 1975 роки викладала в Кишинівській республіканській школі пластичних мистецтв (згодом Республіканське художнє училище імені І. Є. Рєпіна). Працювала в Державному художньому музеї Молдавської РСР та інспекторкою міністерства культури Молдавської РСР. 
Член Спілки художників Молдови з 1956 року, нагороджена Орденом Республіки Молдова (1998).
Працювала в області натюрморту, портретного і пейзажного живопису. Серед учнів Ади Зевіної — молдавська художниця Людмила Цончева.
Виставка до 90-річчя з дня народження Ади Зевіної пройшла в Національному художньому музеї Молдови влітку 2008 року.
Ада Зевіна — авторка монографій з історії мистецтва Молдови (спочатку під ім'ям Ада Мансурова), в тому числі «Образотворче мистецтво Молдавії» і «Національні костюми Молдавії».

## Галерея
- Ада Зевіна в художньому архіві Молдови [Архівовано 23 грудня 2018 у Wayback Machine.]
- Віртуальна галерея на сайті мистецтва Молдови [Архівовано 25 березня 2019 у Wayback Machine.]
- Галерея на сайті Володимирській бібліотеки
- Виставка 2001 року
- Скульптурний портрет Ади Зевіній роботи Лазаря Дубіновського [Архівовано 2 березня 2008 у Wayback Machine.] (див. Л. І. Дубіновський)

### Альбоми А.М.Зевіній
- М. Г. Греку. Ада Зевина. Живопись. Рисунки. Каталог. Кишинёв, 1968.
- Ада Зевина. Живопись. Каталог. Кишинёв: Тимпул, 1979.
- Л. A. Тома. Ада Зевин (молдовською та російською мовами). Кишинёв: Литература артистикэ, 1983.
- Графика А. М. Зевиной в фонде редких книг и рукописей Владимирской областной научной библиотеки (фонд № 17). Составитель и редактор А. А. Ковзун. Владимир: Владимирская областная научная библиотека, 2002.
- Л. А. Тома. Ада Зевина. Альбом. Кишинёв: ARC, 2003.

### Монографії А.М.Зевіної
- 9 республиканская художественная выставка. Каталог (с М. Я. Лившицем). Кишинёв: Партиздат, 1955.
- Изобразительное искусство Молдавской ССР (с М. Я. Лившицем). Москва: Советский художник, 1957.
- Национальные костюмы Молдавии (Портул национал молдовенеск, с М. Я. Лившицем, параллельный текст на русском и молдавском языках). Кишинёв: Картя молдовеняскэ, 1960.
- Изобразительное искусство Молдавии (с К. Д. Родниным). Кишинёв: Картя молдовеняскэ, 1965.
- Изобразительное искусство МССР (альбом, с М. Я. Лившицем). Москва: Советский художник, 1967.
- Искусство Молдавии: Очерки истории изобразительного искусства Молдавии (с Д. Д. Гольцовым и М. Я. Лившицем). Кишинёв: Картя молдовеняскэ, 1967.